# Jacek Hajduk
Jacek Hajduk (ur. 1982 w Krynicy-Zdroju) – pisarz, tłumacz, filolog klasyczny, doktor habilitowany nauk humanistycznych w zakresie literaturoznawstwa, adiunkt w Instytucie Filologii Klasycznej Uniwersytetu Jagiellońskiego.
W roku 2007 ukończył filologię klasyczną na Uniwersytecie Jagiellońskim. Doktoryzował się w roku 2012. Stopień doktora habilitowanego w dziedzinie nauk humanistycznych (dyscyplina literaturoznawstwo) uzyskał w roku 2025.
Autor książek, m.in. o Jerzym Stempowskim, Gustawie Herlingu-Grudzińskim i Stanisławie Vincenzie oraz dzienników i dzienników podróży. Popularyzator antyku w tradycji Tadeusza Zielińskiego, Jana Parandowskiego, Zygmunta Kubiaka czy Jacka Bocheńskiego. Publikuje głównie w "Przeglądzie Politycznym". Jego eseje i przekłady literackie ukazywały się także m.in. w "Zeszytach Literackich", "Kwartalniku Artystycznym", "Gazecie Wyborczej", "Tygodniku Powszechnym", "New Eastern Europe", "Forum Dialogu" i "Księdze Przyjaciół". Na język polski przetłumaczył kanon poezji Konstandinosa Kawafisa. Tłumaczył też Owidiusza, Pliniusza Młodszego i Jorgosa Seferisa, a także tradycyjną poezję chińską - Wang Weia, Du Fu i Li Baia. Jego teksty przekładane były na angielski, niemiecki, ukraiński i chiński. Członek Polskiego PEN Clubu.
Redaktor naczelny kwartalnika "Czas Literatury" w latach 2018-2020.

## Publikacje książkowe (autor)
- Józef Wittlin w Ameryce. Klasycznie obcy, Wydawnictwo WIĘŹ, Warszawa 2023 (ISBN 978-83-66769-66-3).
- Dziennik Roku Szczura, Wydawnictwo KEW, Wojnowice/Wrocław 2022 (ISBN 978-83-7893-291-8).
- Wolność słoneczna, Wydawnictwo KEW, Wojnowice/Wrocław 2020 (ISBN 978-83-7893-258-1).
- W rejony mroku, Wydawnictwo KEW, Wojnowice/Wrocław 2017 (ISBN: 978-83-789-3119-5).
- Fantazje mimowolnego podróżnika, Wydawnictwo KEW, Wojnowice/Wrocław 2016 (ISBN: 978-83-789-3197-3).
- Petroniusza sztuka narracji, Wydawnictwo Uniwersytetu Jagiellońskiego, Kraków 2015 (ISBN: 978-83-233-4010-2).
- Parnicki, Malewska i długie trwanie, Wydawnictwo Uniwersytetu Jagiellońskiego, Kraków 2014 (ISBN: 978-83-233-3677-8).
- Kawafis. Świat poetycki, Wydawnictwo Homini, Kraków 2013 (ISBN: 978-83-735-4490-1).
- Pliniusz Młodszy, Wydawnictwo Novae Res, Gdynia 2012 (ISBN: 978-83-772-2384-0).

## Publikacje książkowe (tłumacz)
- Konstandinos Kawafis, Kanon (154 wiersze), Wydawnictwo KEW, Wojnowice/Wrocław 2014 (ISBN: 978-83-789-3101-0).

## Publikacje książkowe (redaktor)
- Homer, Odysseja, tłum. Józef Wittlin, Wydawnictwo Austeria, Kraków 2024 (ISBN: 978-83-7866-796-4).

## Nagrody i wyróżnienia
- 2024: Nagroda im. Jerzego Giedroycia (nominacja)[8]
- 2021: Nagroda Krakowa Miasta Literatury UNESCO[9]
- 2018: Nagroda Literacka Związku Pisarzy Polskich na Obczyźnie z siedzibą w Londynie[10]
- 2018: Stypendium Twórcze Miasta Krakowa (w dziedzinie literatury)[11]
- 2017: nominacja do Poznańskiej Nagrody Literackiej w kategorii Nagroda-Stypendium im. Stanisława Barańczaka[12]
- 2015: stypendium Ministra Kultury i Dziedzictwa Narodowego „Młoda Polska” (w dziedzinie literatury)[13]